# Степовое (Близнюковский район)
Степовое (укр. Степове), село,
Лукашовский сельский совет, Лозовской район, Харьковская область.
Код КОАТУУ — 6320684011. Население по переписи 2001 г. составляло 377 (178/199 м/ж) человек.

## Географическое положение
Село Степовое находится в 3-х км от села Лукашовка, в 4-х км от реки Опалиха.

## История
- 1922 — дата основания.

## Экономика
- В селе при СССР были несколько птице-товарных ферм (ПТФ) и машинно-тракторные мастерские (МТС).

## Культура
- Школа.

## Экология
В 1-м км от села проходят несколько аммиакопроводов.

## Достопримечательности
- Братская могила советских воинов РККА, погибших при обороне и освобождении села в 1943 году.